# معركة سابوجال
كانت معركة سابوجال إحدى معارك حرب الاستقلال الإسبانية وقعت في 3 أبريل 1811 بين القوات الأنجلو-برتغالية بقيادة آرثر ويلزلي (لاحقاً دوق ولينغتون) والقوات الفرنسية تحت قيادة المارشال أندريه ماسينا. كانت هذه المعركة آخر معركة ضمن مناوشات عدة بين القوات الفرنسية المنسحبة بقيادة ماسينا والقوات الأنجلو-برتغالية بقيادة ويلزلي، الذي كان يطارده عقب الغزو الفرنسي الفاشل للبرتغال عام 1810.
فقد نجحت قوات الحلفاء الأنجلو-برتغالية في إجبار القوات الفرنسية المحبطة على التراجع في ظل أحوال جوية سيئة، تمثلت في الضباب وهطول أمطار غزيرة. وقد نسب الانتصار في المعركة للبريطانيين الانتصار. وفي هذا الصدد يعلق السير هاري سميث، الذي كان ضابطاً صغيراً وقتها في سرية البنادق 95 المشاركة في المعركة، «أيها الملوك وأيها الغاصبون يجب أن تروا هذه المشاهد وهذا الطموح الزاهد» بينما أشار ويلزلي لاحقاً إلى هجوم الفرقة الخفيفة في المعركة بأنه «واحداً من أكثر الهجمات العظيمة التي شنتها القوات البريطانية في تاريخها».

## خلفية تاريخية
المقالة الرئيسية: حرب الاستقلال الإسبانية
بحلول أكتوبر 1810، كانت خطوط توريس فيدراس الدفاعية قد أوقفت جيش الفرنسي الذي يقوده المارشال ماسينا، وفي ذات الوقت وصلت حرب الاستقلال الإسبانية إلى طريق مسدود. ولأن ماسينا كان مدركاً أن الوصول إلى لشبونة قبل بدء فصل الشتاء أمر غير راجح، لذا استعد إلى التوقف خلال أشهر الشتاء واستكمال القتال في الربيع، على الرغم من سياسة الأرض المحروقة التي اتبعها الحلفاء والتي جعلت من البحث عن المؤنة أمراً صعباً للغاية. وبرغم استطاعته الصمود خلال فصل الشتاء، فإن ماسينا أمر بانسحاب عام في 3 مارس 1811، تعقبته على أثرذلك القوات البريطانية بقيادة ويلزلي. ومع بداية شهر أبريل، كانت القوات الفرنسية ما تزال داخل البرتغال، بمحاذاة امتداد نهر كوا. حيث تمركز قائد الفيلق التاسع كونت إرلون جان بابتيست درويت في الشمال وقائد الفيلق السادس لويس هنري لويسون في المركز، بينما احتل فيلق جان رينيه الثاني فيلق الجناح الجنوبي في سابوجال. أما الفيلق الثامن بقيادة جان أندوشي جونوت فقد تمركز في مؤخرة الجيش. وعند سابوجال، حاول ويلزلي سحق الجناح الفرنسي من خلال مهاجمة قوات الفيلق الثاني المعزولة.
وفي حين هاجمت الفرق البريطانية والبرتغالية الأولى والثالثة والخامسة والسابعة هجوماً أمامياً مباشراً، أخطأت الفرقة الخفيفة في تقديراتها وهاجمت جناح الفيلق الفرنسي الثاني بدلاً من مؤخرته. ومع عزل الوحدات البريطانية الريادية وسوء الأحوال الجوية، أصبح الموقف البريطاني أكثر صعوبة.

## المعركة
عبرت السرية الأولى للفرقة الأنجلو-برتغالية الخفيفة نهر كوا في الساعة 10:00 من صباح يوم 3 أبريل. وتنبهت السرية الفرنسية الرابعة الخفيفة (Légére) التابعة للفرقة الأولى تحت قيادة بيير هوجيز فيكتوار ميرل، عندما انطلقت نيران البنادق، حينما دفعت سرية الحلفاء عدداً صغيراً من جنود الاستطلاع الفرنسيين. فشكل الفرنسيون طابوراً وتقدموا على البريطانيين. وبالرغم من إحرازهم لتقدم جيد في البداية، فإن المدفعية البريطانية أجبرت القوة الفرنسية الكثيفة على التراجع إلى الخلف. وتتبعت السرية الأولى القوات الفرنسية المتقهقرة عند تل قريب، لكن سرعان ما طوقتها القوات الفرنسية المتبقية، التي كانت ما تزال تتمتع بتفوق عددي كبير. وأجبرت البريطانيين على التراجع خلف بعض الجدران الحجرية الصغيرة. كما بدأت الأمطار الغزيرة تتسرب إلى بنادق كلا الجانبين. وانتهت أيضاً محاولة هجوم مضاد للسرية الأنجلو-برتغالية الأولى بالفشل، ذلك عندما شرع الفرنسيون في هذه الأثناء في إعداد المدفعية. وأجبر رينير بمساعدة المزيد من التعزيزات الفرنسية، البريطانيين على التراجع إلى غطاء الجدران الحجرية عند سفح التل.

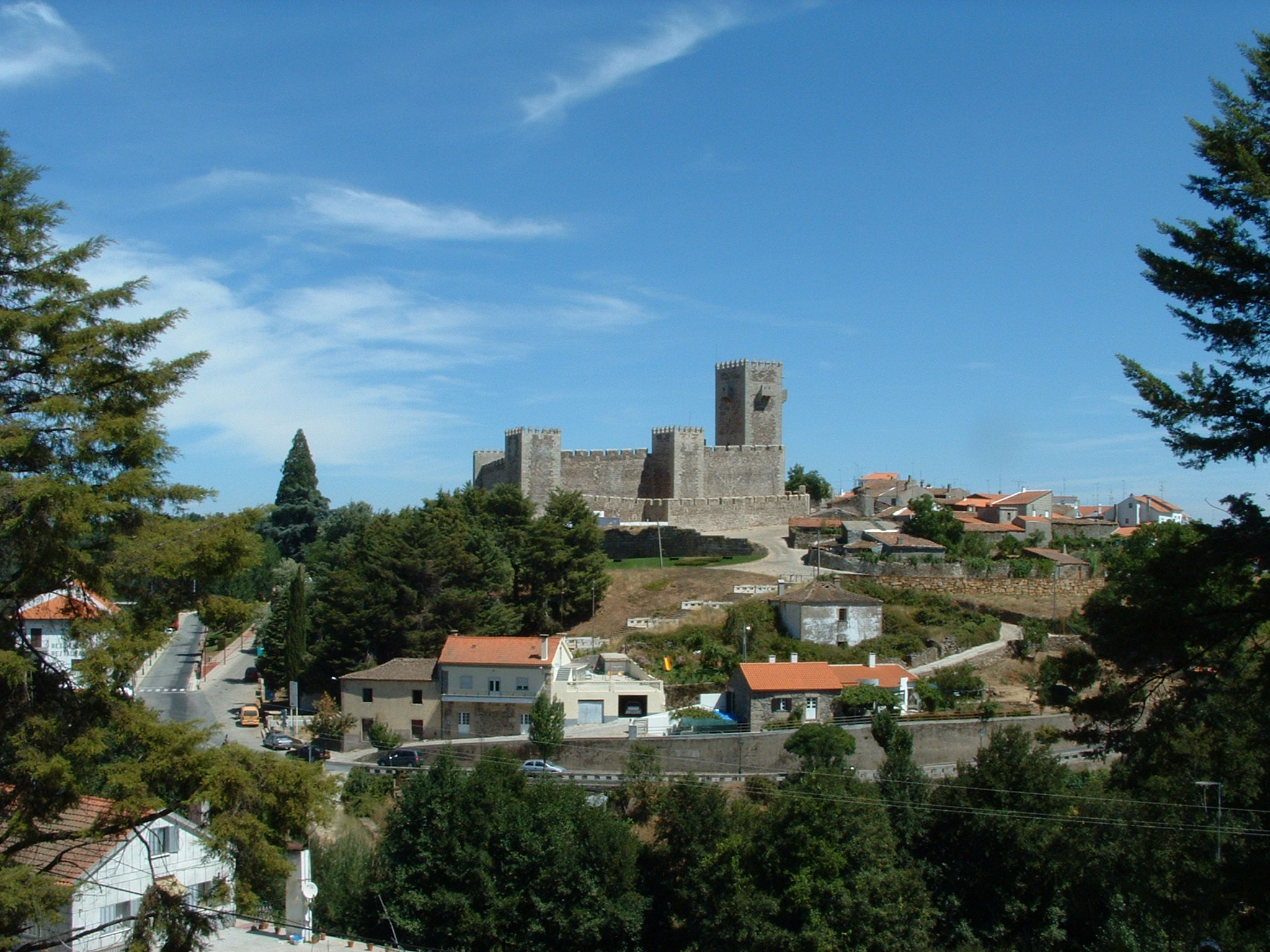
موقع المعركة حالياً وتظهر فيه قلعة سابوجال

وللمرة الثالثة هاجمت السرية الأولى التل مجدداً، مدعومة الآن من السرية الثانية، التي وصلت إلى ساحة المعركة. وبينما تقهقر الفرنسيين في البداية، أرسل رينير مجموعة من الوحدات الفرنسية لملاقاة فوج الخيالة البريطانية الخفيفة (الفوج السادس عشر-التنانين الخفيفة) القادمة والجنود الذين مازالوا على قيد الحياة من الفوج الأول والثاني. وعندما توقفت الأمطار، كان في مقدور رينير رؤية الفرق البريطانية تتأهب لهجوم مباشر. أقنع هذا المشهد رينير بالانسحاب. ومع ذلك، نجح البريطانيون في الاستيلاء على كل عربات الأمتعة الخاصة به وبالجنرال بيير سولت، برغم أن الطقس السيئ كان يمنعهم من القيام بمطاردة كاملة.
ألقى البارون بول ثيبولت، أحد القادة الفرنسيين، باللوم على انهيار الفيلق الثاني في حدوث الهزيمة الفرنسية يوم 3 أبريل، قائلاً إنه «ربما كان من الممكن تجنبها لو كان الجنرال رينير قد وثق في بصيرة ماسينا». وقد اختلفت المصادر حول عدد السجناء الفرنسيين الذين أسروا، حيث تراوح عددهم ما بين 186 إلى أكثر من 1500.

## الدور الغريب للواء وليام إرسكين
كان اللواء وليام إرسكين يقود الفرقة الخفيفة خلال المعركة. عندما خطط ويلينجتون لتطويق الجناح الأيسر المكشوف لرينير من المؤخرة بواسطة الفرقة الخفيفة وكتيبتين من الخيالة، في حين ستهاجمه الأربع فرق الأخرى من المقدمة. وعندما بزغ الفجر مصحوباً بضباب كثيف، قرر القادة الآخرون التريث حتى تتحسن الرؤية. ولكن ذلك لم يرض إرسكين، الذي أمر بحزم المقدم توماس سيدني بيكويث قائد السرية الأولى. وبدلاً من عبور نهر كوا خلف جناح رينير الأيسر، انحرفت السرية إلى اليسار بسبب الضباب، وعبرت إلى المكان الخاطئ وهاجمت الجناح الفرنسي الأيسر.
أصبح إرسكين، الذي كان محدود البصيرة وغير متوازن عقلياً، حذراً وأصدر تعليمات واضحة للعقيد جورج دروموند بعدم دعم زميله قائد السرية. وعند هذه المرحلة، امتطى إرسكين حصانه لينضم إلى الخيالة، تاركاً فرقة الخفيفة بلا قيادة لبقية المعركة. فوجه رينير معظم رجال فيلقه المكون من 10 آلاف رجل ضد قوة بيكويث البالغة 1500 رجل مجبرأ مشاة الفرقة الخفيفة على التراجع. وعندما سمع دروموند أصوات المعركة تقترب، استنتج أن رجال بيكويث يتراجعون. فعصى الأوامر وقاد السرية الثانية عبر نهر كوا منضماً إلى بيكويث. حيث دفعا معاً الفرنسيين إلى الخلف.
وعندما انقشع الضباب، رأى رينير الفرق الأربعة الأخرى تتقدم باتجاه المقدمة، بقيادة فرقة توماس بيكتون الثالثة. وسرعان ما سحب معظم فيلقه الثاني، تاركاً ثلاثة آلاف رجل من جناحه الأيمن في مواجهة أربعة فرق. وقد دونّ ويليام جراتان من فوج «القدم» الثامن والثمانين ملاحظته عن التفوق العددي للفرنسيين الذي ظهر بشكل سئ بأنهم، «لم يقاتلوا أبداً على نحو أفضل. لقد أطلقوا النار بسرعة، لدرجة أنه بدلاً من إعادة تلقيم مدافعهم، خندقوها في الأرض واستمروا في القتال حتى تغلب عليهم على رجالنا».